# Kostel svatého Petra a Pavla (Medlov)
Kostel svatého Petra a Pavla v Medlově je jednolodní gotická stavba se západní hranolovitou věží z roku 1526. V interiéru je masívní žebrová klenba z konce 13. století s vlašimskými erby z první poloviny 16. století.